# Future Generation
Future Generation is het eerste album van het Nederlandse muziekduo Laser Dance. Het kwam uit in 1987 en werd hun grootste succes. Op het album staan de singles Humanoid Invasion en Power Run. Het was de eerste volledige album binnen het genre spacesynth. Er zijn van 'Future Generation' 150.000 exemplaren verkocht over de hele wereld en wordt gezien als een van de succesvolste albums in het genre spacesynth. Het album is door verschillende labels uitgebracht, waardoor er verschillende indelingen zijn van de nummers; meestal is er dan sprake van bonustracks, zoals:  Fear (Remix) en  Megamix Vol. 1.

## Tracklist
Origineel album
A
1. Power Run  4:37
2. Humanoid Invasion  5:01
3. Space Dance  4:50
4. Goody's Return  5:13

B
1. Future Generation  4:29
2. Digital Dream  4:50
3. Fear  5:30
4. Laser Fear  4:59

Snake's Music cd versie
1. Power Run  4:37
2. Humanoid Invasion  5:01
3. Space Dance  4:50
4. Goody's Return  5:13
5. Future Generation  4:29
6. Digital Dream  4:50
7. Fear  5:30
8. Laser Fear  4:59
9. Fear (Remix) (Bonus Track)  6:40
10. Megamix Vol. 1 (Bonus Track)  11:20
11. You And Me (Space Mix) (Bonus Track)  5:29

Galaxis cd versie
1. Power Run  4:43
2. Humanoid Invasion  5:01
3. Space Dance  3:49
4. Goody's Return  4:03
5. Future Generation  4:45
6. Digital Dream  5:18
7. Fear  5:51
8. Laser Fear  3:21
9. Fear (Remix) (Bonus Track)  6:48